# Sebeborci
Sebeborci (węg. Szentbibor, prekm. Sembiborci) – miejscowość w Słowenii w gminie Moravske Toplice w regionie Prekmurje.